# Etheostoma cragini
Etheostoma cragini é uma espécie de peixe da família Percidae.
É endémica dos Estados Unidos da América.